# Zoltan Spirandelli
Zoltan Spirandelli (* 1957 in Königstein im Taunus) ist ein deutscher Regisseur.

## Leben
Seinen italienischen Nachnamen hat Spirandelli von den Vorfahren seines Vaters, seinen ungarischen Vornamen von dessen bestem Freund. In seiner Jugend überredete ihn der Kantor zur Mitwirkung im Kirchenchor in der Johanniskirche in Kronberg im Taunus, in der sich eine Stumm-Orgel befindet.
In Hamburg absolvierte Spirandelli ein Opern-Regie-Studium an der Hochschule für Musik und Theater Hamburg. 1985 drehte er den experimentellen Kurzfilm Lulu als Abschlussarbeit innerhalb seines Opernregie-Studiums. Er erhielt dafür die Diplomnote „sehr gut“ sowie den Preis der deutschen Filmkritik. Gleichzeitig belegte er Kurse an der Hochschule für bildende Künste Hamburg als „Schwarzhörer“. Seinen Kurzfilm Lulu nutzte er gleichzeitig auch als Aufnahmearbeit für sein Filmstudium. Etwa zehn Jahre lang führte Spirandelli Regie bei Kurzfilmen.
Erste Bekanntheit erlangte er mit seinem interaktiven Kurzfilm Der Hahn ist tot (Preis der deutschen Filmkritik), in dem das Kinopublikum von der Leinwand aus zum Mitsingen animiert wird. Der Vorfilm-Evergreen (KurzFilmFreunde Köln e. V.) wird beispielsweise beim Kino auf der Burg (Burgfest mit Open-Air-Kino) in Esslingen am Neckar traditionell an einem Abend gezeigt (2003 mit 3000 Sängern). Schließlich drehte Spirandelli zahlreiche Filme fürs Fernsehen und arbeitete mit Schauspielern wie Andrea Sawatzki (Ufos über Waterlow), Matthias Schweighöfer (Verbotenes Verlangen – Ich liebe meinen Schüler), Daniel Brühl (Vaya con Dios), Rufus Beck (Inspektor Rolle) und Ottfried Fischer (König Otto) zusammen. Für seinen bisher einzigen abendfüllenden Kinofilm Vaya con Dios erhielt er den Bayerischen Filmpreis.
Zoltan Spirandelli ist zudem auch als Schauspieler, Produzent und Drehbuchautor tätig.
Der in Berlin lebende Künstler ist Vater von zwei Kindern, die in zweien seiner Filme mitgewirkt haben. So war sein Sohn Ivan in der Rolle des Tobias Pauli in dem Film Die Farben der Liebe und als Micha Windscheid in der Filmkomödie Geküsst wird vor Gericht zu sehen. Im letztgenannten Film spielte auch seine Tochter Karla als Janina Windscheid mit.
Der Theater-Regisseur David Gravenhorst hat bei seinem Ausflug zum Film fast ausschließlich mit Zoltan Spirandelli zusammengearbeitet.

## Filmografie (Regisseur)
- 1984: Straßenfilm (experimenteller Kurzfilm)
- 1985: Lulu (experimenteller Kurzfilm)
- 1988: Der Hahn ist tot (interaktiver Kurzfilm) + Schauspieler
- 1989: Nun ruhen alle Wälder
- 1993: Wie Erwin Struntz den Sexfilm drehte (Kurzfilm mit Live-Erzähler) + Drehbuch, Erzähler
- 1995: Anekdote aus dem letzten preußischen Kriege (Kurzfilm mit Live-Erzähler) + Drehbuch, Produzent (siehe auch: Anekdote aus dem letzten preußischen Kriege von Heinrich von Kleist)
- 1996: Monika (Mo-ni-ka) (Kurzfilm)
- 1996: Balko: Kalte Rache u. a. (Fernsehserie)
- 1998: Ufos über Waterlow (Fernsehfilm) + Schauspieler
- 2000: Verbotenes Verlangen – Ich liebe meinen Schüler (Die Sünderin) (Fernsehfilm)
- 2002: Vaya con Dios – Und führe uns in Versuchung + Drehbuch, Schauspieler, Gesang, (Audiokommentar auf DVD mit David Gravenhorst)
- 2002: Ein ganzer Kerl für Mama (Fernsehfilm)
- 2003: Jonathans Liebe (Fernsehfilm)
- 2004: Inspektor Rolle: Herz in Not (Fernsehserie, Staffel 2, Folge 1)
- 2004: Inspektor Rolle: Tod eines Models (Staffel 2, Folge 2) + Drehbuch
- 2004: Die Farben der Liebe (Fernsehfilm) + Schauspieler
- 2005: Schlafsack für zwei (Beetles for Breakfast) (Fernsehfilm)
- 2005: Verführung für Anfänger (Fernsehfilm)
- 2005: Vorsicht Schwiegermutter! (Fernsehfilm)
- 2006: König Otto (Fernsehfilm)
- 2006: Geküsst wird vor Gericht (Fernsehfilm)
- 2007: Wie küsst man einen Millionär? (Fernsehfilm)
- 2008: Volles Haus (Fernsehserie, Staffel 1, Folge 4)
- 2008: Alles was recht ist (Fernsehfilm)
- 2008: Stürmische Zeiten (Fernsehfilm)
- 2009: Doktor Martin – Nase voll (Fernsehserie, Staffel 2, Folge 4)
- 2009: Doktor Martin – In Gedanken bei dir (Staffel 2, Folge 5)
- 2009: Flemming – die Herrin der Gefühle (Fernsehserie, Staffel 1, Folge 4)
- 2009: Flemming – Das hohe Lied (Staffel 1, Folge 5)
- 2009: Flemming – Verbrannte Erde (Staffel 1, Folge 6)
- 2010: Die Akte Golgatha (Fernsehfilm)
- 2011: Tatort: Grabenkämpfe[1]
- 2013: Der letzte Bulle (Fernsehserie, Staffel 4, Folgen 1 und 2)
- 2014: Die Kraft, die Du mir gibst (Fernsehfilm)
- 2014: Tatort: Weihnachtsgeld
- 2015: Die Salzprinzessin
- 2016: Tatort: Totenstille
- 2017: Tatort: Söhne und Väter
- 2019: Tatort: Der Pakt
- 2020: Helene, die wahre Braut (unter Pseudonym Heino V. Kronberg)
- 2024: Where’s Wanda? (Fernsehserie)

## Auszeichnungen
- 1993 Bundeskurzfilmpreis, Filmband in Gold für Wie Erwin Stuntz den Sexfilm drehte
- 1986 Preis der deutschen Filmkritik in der Kategorie Bester Experimentalfilm für Lulu (zusammen mit Klaus Telscher für Aus der alten Welt)
- 1988 Preis der deutschen Filmkritik in der Kategorie Bester Experimentalfilm für Der Hahn ist tot
- 2001 Bayerischer Filmpreis in der Kategorie Nachwuchsregisseur für Vaya con Dios